# Hafning bei Trofaiach
Hafning bei Trofaiach is een voormalige gemeente in de Oostenrijkse deelstaat Stiermarken. Ze maakte deel uit van het district Leoben.
De gemeente Hafning bei Trofaiach telde begin 2012 1600 inwoners. Ze bestond uit de woonkern Hafning im Vordernbergertal, waar zich het gemeentehuis beviond, Sonndorf, Friedauwerk, Krumpen, Rötz, Treffning en Laintal. In 2013 werd de gemeente samen met Gai bij Trofaiach gevoegd.
Een zeer groot deel van de gemeente bestond uit woud en bergland.

## Politiek
De gemeenteraad telde 15 leden. De SPÖ was in de laatste zittingsperiode met 10 leden de grootste partij. Andere partijen met leden in de gemeente raad zijn de ÖVP met 4 leden en de FPÖ met één lid. De laatste burgemeester was Alfred Lackner.
Stadsgemeenten:
Eisenerz ·
Leoben ·
Trofaiach

Marktgemeenten:
Kalwang ·
Kammern im Liesingtal ·
Kraubath an der Mur ·
Mautern in Steiermark ·
Niklasdorf ·
Sankt Michael in Obersteiermark ·
Sankt Peter-Freienstein ·
Vordernberg

Overige gemeenten:
Proleb ·
Radmer ·
Sankt Stefan ob Leoben ·
Traboch ·
Wald am Schoberpaß